# معزز سلطان
معزز سلطان، (زاده ۱۶۲۷ لهستان – درگذشته ۱۲ سپتامبر ۱۶۸۷ ادرنه) با نام کامل خدیجه معزز سلطان خاصگی سلطان، ابراهیم یکم و مادر احمد دوم بود. او اصالتی لهستانی داشت.